# پنج چرا
۵ چرا (به انگلیسی: 5 whys or five whys) یک روش سؤال‌‌پرسی برای برای پی بردن به روابط علت و معلولی در مورد یک مسئله یا مشکل خاص است. هدف اصلی این روش، یافتن علت اصلی وقوع یک نقص یا مشکل است. از دو تکنیک دیاگرام استخوان ماهی (ایشیکاوا) و یک قالب جدولی برای نمایش این اصل استفاده می‌شود.

## مثال
مثال پایین، یک پروسه ساده را نمایش می‌دهد.
- ماشین روشن نمی‌شود. (مسئله)

1. چرا؟ - شارژ باتری تمام شده. (چرای اول)
2. چرا؟ - دینام از کار افتاده است. (چرای دوم)
3. چرا؟ - نوار تسمه دینام پاره شده‌ است. (چرای سوم)
4. چرا؟ - عمر مفید نوار تسمه دینام مدت ها است که به پایان رسیده ولی تسمه تعویض نشده‌ است. (چرای چهارم)
5. چرا؟ - ماشین طبق دستور‌العمل استاندارد و توصیه شده نگهداری نشده‌ است. (چرای پنجم، یک دلیل ریشه‌ای)
6. چرا؟ - قطعات یدکی ماشین به‌علت عمر زیاد آن به‌راحتی یا اصلاً یافت نمی‌شود. (چرای ششم، نکته اختیاری)

- تعمیرات ماشین را با تکیه بر دستور‌العمل استاندارد از سر گرفته شود. (پاسخ احتمالی برای چرای پنجم)
- یک ماشین جدید خریداری شود. (پاسخ احتمالی برای چرای ششم)[۳]

پروسه پرسش سؤال برای این مسئله می‌تواند به چرای هفتم، هشتم یا بیشتر نیز ادامه پیدا کند، تعداد پنج سؤال برای این روش مطلق نیست و می‌توان تعداد سؤالات را طبق نیاز افزایش داد، ولی عمولاً ۵ سؤال برای یافتن علت اصلی کفایت می‌کند. نکته این روش در این است که سؤال‌کننده از فرضیات خودداری کند، و زنجیره علت‌ها در هر مرحله تا رسیدن به‌ علت اصلی دنبال کند.
در این مسئله پاسخ نهایی به یک پروسه اشاره می‌کند. این یکی از مهم‌ترین جنبه‌های تکنیک ۵ چرا است. علت اصلی باید به یک پروسه که درست کار نمی‌کند، یا اصلاً وجود ندارد اشاره کند.

## تاریخچه
تکنیک پنج چرا توسط ساکیشی تویودا ابداع شد و سپس شرکت تویوتا هنگام ارزیابی عملکرد روش‌های ساختش از آن استفاده کرد. مدیر بخش تولیدات شرکت تویوتا می‌گوید: «پایه و اساس نگرش علمی شرکت تویوتا، همین تکنیک ۵ چرا است. با استفاده از این چراها، نه‌تنها به‌ علت اصلی مشکلات می‌رسیم بلکه راه‌حل هم بر ما آشکار می‌شود.»

## انتقادات
در‌حالی‌که تکنیک ۵ چرا یک ابزار قدرتمند در دست مهندسان، برای یافتن ریشه اصلی مشکلات است، توسط افرادی نظیر تریوکی مینورا، یکی از مدیران سابق تویوتا، مورد انتقاد قرار گرفته‌است. مینورا معتقد است ۵ چرا ابزاری بیش از حد ساده و ابتدایی برای یافتن ریشه اصلی مشکل تا عمقی است که بتوان از آن در مسائل تخصصی و مهندسی استفاده کرد.